# 北山村 (福島県)
北山村（きたやまむら）は福島県耶麻郡にかつて存在した村である。

## 地理
現在の北塩原村の西部に位置する。

## 歴史

### 村域の変遷
- 1889年（明治22年）4月1日 - 町村制施行により、北山村・下吉村・関屋村が合併し耶麻郡北山村が発足。
- 1954年（昭和29年）3月31日 - 北山村は大塩村・檜原村とともに合併し北塩原村が発足。北山村は消滅。

変遷表
| 1868年 以前 | 1868年 以前 | 明治8年 | 明治12年 | 明治22年 4月1日 | 昭和29年 3月31日 | 現在     |
| ----------- | ----------- | ------- | -------- | --------------- | ---------------- | -------- |
|             | 漆村        | 北山村  | 北山村   | 北山村          | 北塩原村         | 北塩原村 |
|             | 土合村      | 北山村  | 北山村   | 北山村          | 北塩原村         | 北塩原村 |
|             | 谷内村      | 北山村  | 北山村   | 北山村          | 北塩原村         | 北塩原村 |
|             | 下吉村      | 北山村  | 下吉村   | 北山村          | 北塩原村         | 北塩原村 |
|             | 関屋村      | 関屋村  | 関屋村   | 北山村          | 北塩原村         | 北塩原村 |
|             | 樟村        | 関屋村  | 関屋村   | 北山村          | 北塩原村         | 北塩原村 |

## 大字
- 北山（きたやま）
- 下吉（しもよし）
- 関屋（せきや）

## 人口・世帯

### 人口
総数 [単位： 人]
| 1889年（明治22年） | 1,127 |
| 1920年（大正 9年） | 1,378 |
| 1947年（昭和22年） | 1,685 |

### 世帯
総数 [単位： 世帯]
| 1920年（大正 9年） | 228 |
| 1947年（昭和22年） | 258 |